# Rodrigo Luis de Borja y de Castre-Pinós
Rodrigo Luis de Borja y de Castre-Pinós (né à Gandia, près de Valence en Espagne, en 1524  et mort à Viterbe le 6 août 1537) est un cardinal espagnol du XVIe siècle.
Il est le fils de Juan Borgia, le 3e Duc de Gandia, et de sa deuxième femme Francisca de Castro y de Pinós. Il est le demi-frère du saint Francisco de Borja y de Aragón et  du cardinal Enrique de Borja y Aragón (1539) et l'arrière-petit-fils du pape Alexandre VI.

## Repères biographiques
Rodrigo Luis de Borja y de Castre-Pinós est clerc romain. Le pape Paul III le crée cardinal lors du consistoire du 22 décembre 1536, mais il meurt quelques mois plus tard à 13 ans.